# Zonoplusia ochreata
Zonoplusia ochreata är en fjärilsart som beskrevs av Walker 1865. Zonoplusia ochreata ingår i släktet Zonoplusia och familjen nattflyn. Inga underarter finns listade i Catalogue of Life.